# Daleko ot Moskvy
Daleko ot Moskvy (Далеко от Москвы) è un film del 1950 diretto da Aleksandr Borisovič Stoller.